# Вліланд
Влі́ланд (нід. Vlieland, - [ˈvlilɑnt] ( прослухати), зах.-фриз. Flylân) — острів і однойменна громада на півночі Нідерландів, у провінції Фрисландія. Географічно Вліланд входить до групи Західно-Фризьких островів, де, серед п'яти населених островів архіпелагу, займає перше місце по висоті дюн — 45 м.
Станом на 30 квітня 2017 року на острові проживало 1 112 осіб. Громада Вліланд — друга після Схірмоннікога громада із найменшою щільністю населення — 30 осіб/км². Адміністративний центр і єдине поселення на острові — село Ост-Вліланд (зах.-фриз. East-Flylân), де мешкає близько 1 070 осіб. Окрім острова Вліланд до громади також входить невеликий незаселений острівець Ріхел, розташований приблизно в 1,6 км на схід від острова Вліланд.

## Географія
Вліланд — один з островів Фризького архіпелагу, що відокремлює мілководне Ваттове море від Північного моря. Другий з заходу у ланцюжку островів, Вліланд розташований між островами Тесел і Терсхеллінг.
Острів складається переважно з піску і фактично є конгломератом дюн. Західна половина острова майже повністю піщана — тут розташований природний заповідник Vliehors площею близько 24 км². Ця місцевість використовується для військових навчань Королівських повітряних сил і є єдиним місцем в Нідерландах, де нідерландські війська і війська НАТО можуть проводити випробовування зброї та вибухових речовин. Цивільні особи можуть потрапити сюди тільки по неділях. На Вліланді також є невеликі ділянки лісових насаджень — залишки лісів, які висаджувалися на острові у 1920—1940 роках з метою зупинки блукаючих дюн. Ерозійні процеси на Вліланді все ще тривають, і без людського втручання острів потроху б переміщувався. Для запобігання цьому щороку проводяться роботи з намивання берега.
Площа громади становить 315,8 км², з яких водна поверхня займає 280,36 км², суходол — 35,44 км².

### Клімат
З-поміж інших Фризьких островів Вліланд розташований найдалі від материка, тому його клімат найбільше залежить від Північного та Ваттового морів. Як наслідок, на Вліланді — один з найвищих показників кількості сонячних годин в Нідерландах. Екстремальні температури трапляються дуже рідко: температура вище +25 °C буває в середньому лише 6 разів на рік, а температура вище +30 °C — лише раз на три роки. Взимку температура нижче 0 °C буває лише в середньому 5 діб, а нічні заморозки трапляються не більше 40 ночей на рік. Нічна температура нижче -10 °C буває лише раз на два роки. Втім, на Вліланді вітер дме майже постійно, його середня швидкість становить близько 8 м/с або 28 км/год. Близько дев'яти днів на рік трапляються шторми.
| Клімат Вліланда                            | Клімат Вліланда | Клімат Вліланда | Клімат Вліланда | Клімат Вліланда | Клімат Вліланда | Клімат Вліланда | Клімат Вліланда | Клімат Вліланда | Клімат Вліланда | Клімат Вліланда | Клімат Вліланда | Клімат Вліланда | Клімат Вліланда |
| Показник                                   | Січ.            | Лют.            | Бер.            | Квіт.           | Трав.           | Черв.           | Лип.            | Серп.           | Вер.            | Жовт.           | Лист.           | Груд.           | Рік             |
| Середній максимум, °C                      | 5,5             | 5,3             | 7,4             | 11,1            | 14,7            | 17,2            | 19,8            | 20,4            | 17,7            | 14,1            | 10,0            | 6,7             | 12,3            |
| Середня температура, °C                    | 3,7             | 3,5             | 5,2             | 8,1             | 11,5            | 14,3            | 16,8            | 17,5            | 15,1            | 11,5            | 7,7             | 4,8             | 10,2            |
| Середній мінімум, °C                       | 1,8             | 1,6             | 3,1             | 5,0             | 8,4             | 11,3            | 13,7            | 14,6            | 12,4            | 9,0             | 5,3             | 2,5             | 7,6             |
| Середня кількість сонячних годин на місяць | 68              | 99              | 142             | 204             | 247             | 228             | 239             | 213             | 156             | 118             | 70              | 61              | 1835            |
| Норма опадів, мм                           | 72              | 49              | 55              | 32              | 45              | 50              | 68              | 72              | 89              | 105             | 98              | 82              | 919             |
| Днів з опадами                             | 12              | 10              | 11              | 7               | 8               | 9               | 10              | 11              | 13              | 14              | 16              | 15              | 135             |
| Вологість повітря, %                       | 86              | 83              | 80              | 73              | 72              | 73              | 74              | 73              | 75              | 79              | 83              | 86              | 78              |
| ------------------------------------------ | --------------- | --------------- | --------------- | --------------- | --------------- | --------------- | --------------- | --------------- | --------------- | --------------- | --------------- | --------------- | --------------- |

## Історія

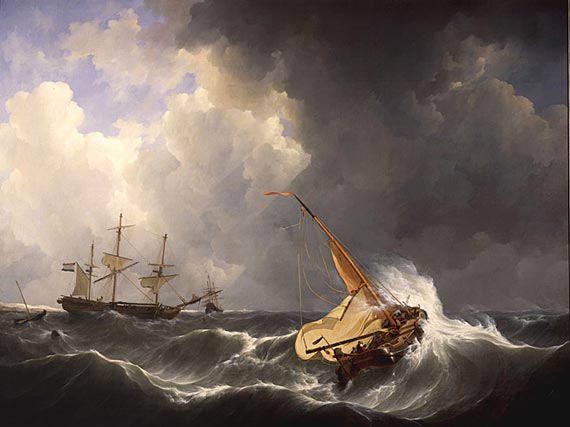
Ян Крістіан Схотел. «Шторм біля берегів Вліланда» (XIX ст.)

Острів Вліланд отримав свою назву від Влі — колишнього естуарія річки Ейссел, який у Середньовіччі, після утворення затоки Зейдерзе, став протокою між островами Вліланд і Терсхеллінг.
Вліланд виник у наприкінці XIII століття, коли повінь Святої Люсії 1287 року або повінь 1296 року створила протоку між ним і островом Еєрланд (нід. Eijerland), який пізніше злився із островом Тесел. Втім, існує жартівлива легенда про виникнення Вліланда: колись на цьому місці була мілина, де пірати ховали здобич. З часом здобичі ставало все більше і більше, приплив вже не міг накрити її, так і виник острів Вліланд.
У 1237 році граф Вільгельм II подарував Вліланд ченцям монастиря церкви Лудінги (поряд з Ахлумом — сучасне село в громаді Франекерадел).
У 1573 році, під час облоги Алкмара у Восьмидесятирічній війні острів розорили іспанці.
30 серпня 1597 року острів отримав право на самоврядування та використання власного герба. У 1997 році святкувалося 400-річчя громади.

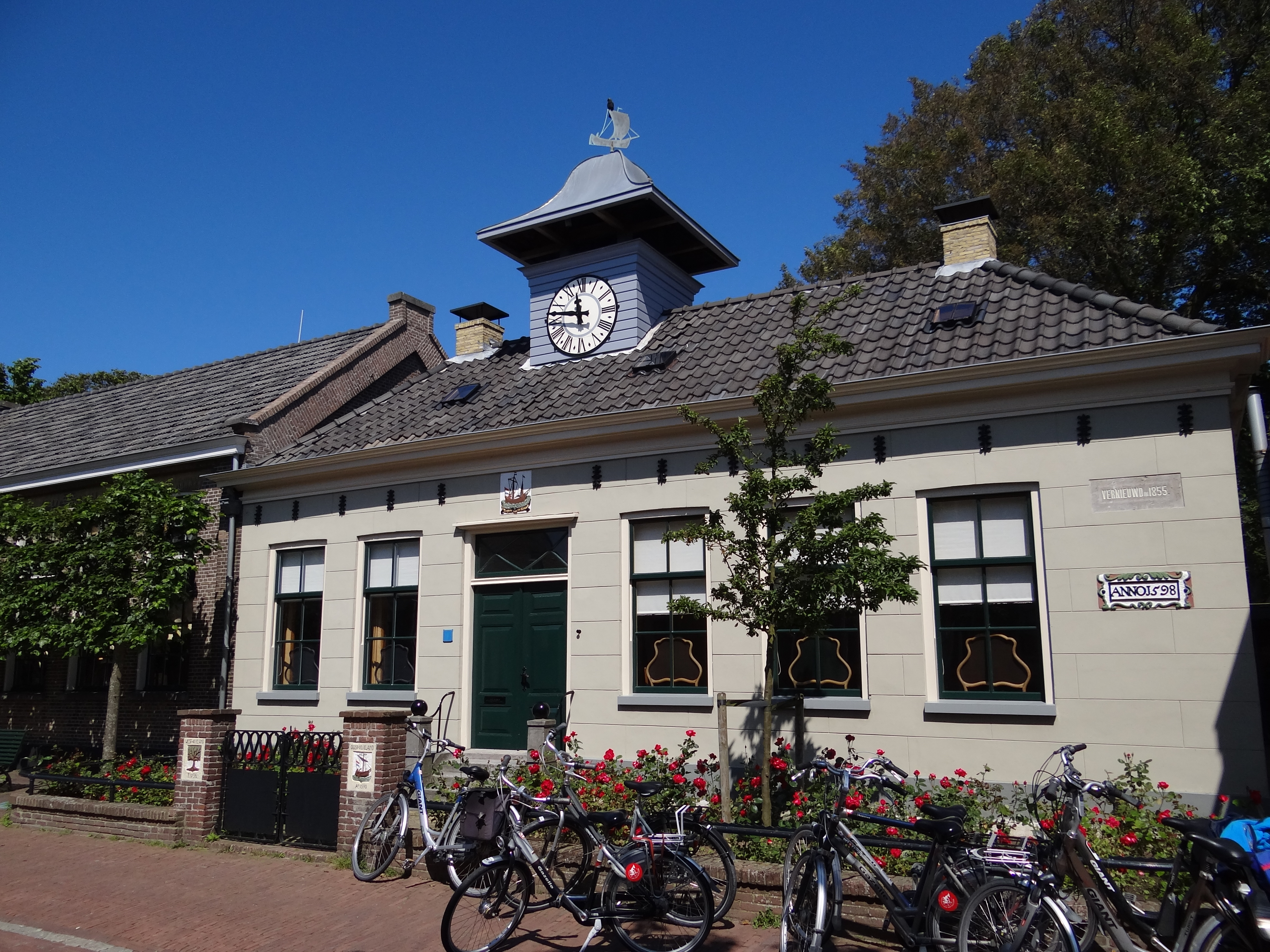
Стара ратуша, зведена у 1598 році

У середині XVII століття на Вліланді було більш ніж 400 будинків. Мешканці жили за рахунок рибальства, судноплавства в сільського господарства.
Під час Другої англо-голландської війни, у 1666 році Вліланд був пограбований англійцями під проводом адмірала Роберта Холмса, який мав наказ спалити продовольчі склади голландської Ост-Індської компанії, що розташовувалися на острові, але натомість спалив поселення на сусідньому острові Терсхеллінг (так зване «Вогнище Холмса», англ. Holmes's Bonfire).
Наприкінці XVII століття на острові було два поселення, Вест-Вліланд (Westeijnde) і Ост-Вліланд. Через зміну морських течій приблизно з 1680 року територія, де розташовувалося поселення Вест-Вліланд, почала змиватися морем. Після десятиліть безплідної боротьби із повенями, останні мешканці Вест-Вліланда залишили свої домівки у 1736 році і переселилися до Ост-Вліланда.
У XVI–XVII столітті Вліланд переживав «золотий вік» — на той час протока між ним і Терсхеллінгом була основними морськими воротами Нідерландів, через які сотні кораблів пропливали з Північного моря до Амстердама та портів затоки Зейдерзе. Но острові бували легендарні мореплавці Михайло де Рюйтер, Корнеліс Тромп і Вітте де Віт. Основним доходом мешканців було обслуговування кораблів, що пропливали повз острів (поряд з островом була якірна стоянка) і китобійний промисел.
Проте у другій половині XVIII століття на місці якірної стоянки виникла мілина Ріхел (до теперішнього часу вона вже перетворилася на невеликий незаселений острівець), що призвело до економічного занепаду острова та зубожінню його населення. Єдиними місцями праці стали митниця та лоцманська служба.

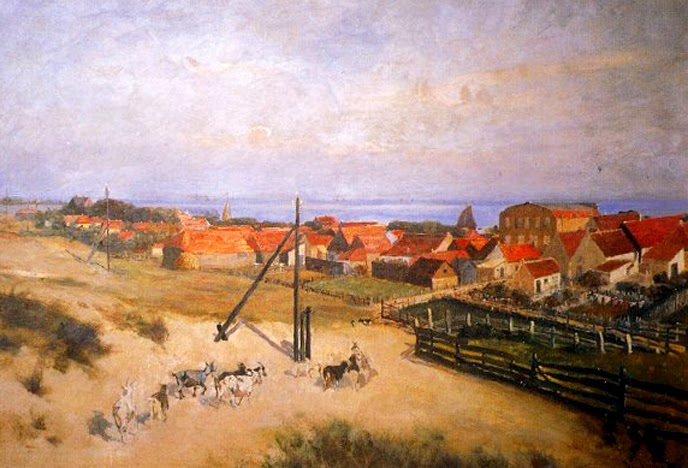
Бетці Акерслот-Берг «Ост-Вліланд» (до 1922 р.)

У XIX столітті населення Вліланда швидко скорочувалося. Через постійні вітри, ерозію і, як наслідок, рух дюн поселення Ост-Вліланд повільно засипалося піском. Щоб запобігти цьому у 1854–1885 роках на острові звели п'ятдесят захисних дамб. Приблизно з 1870 року дюни почали засаджувати трав'янистими рослинами для запобігання ерозії, а у 1903 році на острові висадили перші лісові насадження. Однак до 1921 року керівництво провінції Північна Голландія, якій до 1942 року підпорядковувався Вліланд, не було впевнено у майбутньому острова, обговорювалися навіть плани евакуації населення з острова, що повільно зникає під водою. Вліланд врятував лише початок проекту Зейдерзе — масштабних робіт з перекриття дамбами і подальшого осушення затоки Зейдерзе. У рамках цього проекту острів Вліланд мав грати роль своєрідного хвилерізу для додаткового захисту дамб, що відокремили Зейдерзе від моря. Для збереження острова уряд Нідерландів активізував роботи по його порятунку.
У 1896 році на острові було створено фірму NV Zeebad, першу туристичну фірму острова. Після Другої світової війни острів став популярним туристичним місцем.
У Другій світовой війні Вліланд став складовою частиною проекту «Атлантичний вал» — системи довготривалих оборонних споруд, що створювалася нацистами у 1940—1944 роках уздовж атлантичного узбережжя Західної Європи (від Данії до Іспанії), для запобігання вторгненню англо- американських військ на континент. На Вліланді німці звели дві протиповітряні батареї та залишили гарнізон, який за чисельністю перевищував населення острова. Також у 1942 році окупаційна влада передала Вліланд разом із сусіднім островом Терсхеллінг, які до цього моменту входили до складу провінції Північна Голландія, у підпорядкування провінції Фрисландія. Чи не єдиною згадкою про те, що колись Вліланд був у складі Північної Голландії, залишилася будівля поштової станції, яка нагадує, що з 1677 року пошту на Вліланд і Терсхеллінг доставляли з Тесела. Ще одним наслідком тих часів є той факт, що корінні мешканці острова не розмовляють фризькою, натомість оригінальний острівний діалект, Vlielands, був споріднений із діалектом Тесела і належав до діалектів Північної Голландії. Остання носителька вліландського діалекту, Петронелла де Бур-Зеєлемакер (Petronella de Boer-Zeylemaker) померла у 1993 році у віці 107 років.

## Транспорт

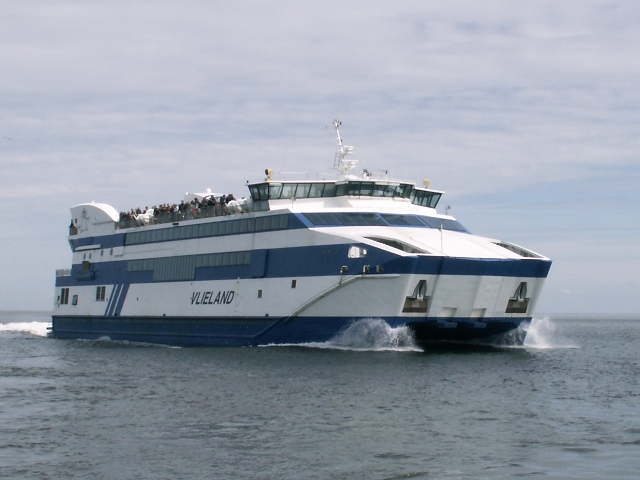
Пором на Вліланд

Приблизно за 800 м на схід від Ост-Вліланда розташований порт, розрахований приблизно на 300 яхт. Розміри марини становлять 60 м у довжину, 10 м у ширину і 3,4 м у глибину.
У самому Ост-Вліланді розташований причал для поромів, які пов'язують острів із Терсхеллінгом і Гарлінгеном. Ці маршрути обслуговуються пароплавством Doeksen і функціюють цілий рік. Пороми призначені лише для пішоходів і велосипедистів; подорож з материка на Вліланд займає від 45 хвилин до 1,5 годин. Влітку також діє поромна лінія між Вліландом і Теселом, яка обслуговується пароплавством De Vriendschap і перевозить лише пішоходів і велосипедистів. Причал цього порома розташований на захід від Ост-Вліланда. Біля причалу розташований пункт прокату велосипедів та зупинка єдиного на острові автобусного маршрута.
Найпопулярнішим транспортом на острові є велосипед, тут є розвинена мережа велосипедних доріжок. Громадський транспорт на Вліланді представлений єдиним автобусним маршрутом № 110, який сполучає Ост-Вліланд, кемпінги у незабудованій частині острова і східний край острова, де розташовані причал поромів на Тесел і будівля колишньої поштової станції. Маршрут обслуговує місцева транспортна компанія TRC Vlieland, яка до 1 березня 2009 року володіла концесією на автобусні перевезення на Вліланді, а з 1 березня 2009 року діє як підрядник компанії Arriva. Розклад руху автобусу залежить від розкладу руху порома з Тесела. З 1 січня 2017 році на маршруті використовуються електробуси, загальна кількість на маршруті — 3.
Біля Ост-Вліланда є невеличкий аеродром для гелікоптерів, проте він підпорядкований Королівським військово-повітряним силам Нідерландів і обслуговує лише пошуково-рятувальні та медичні гелікоптери.

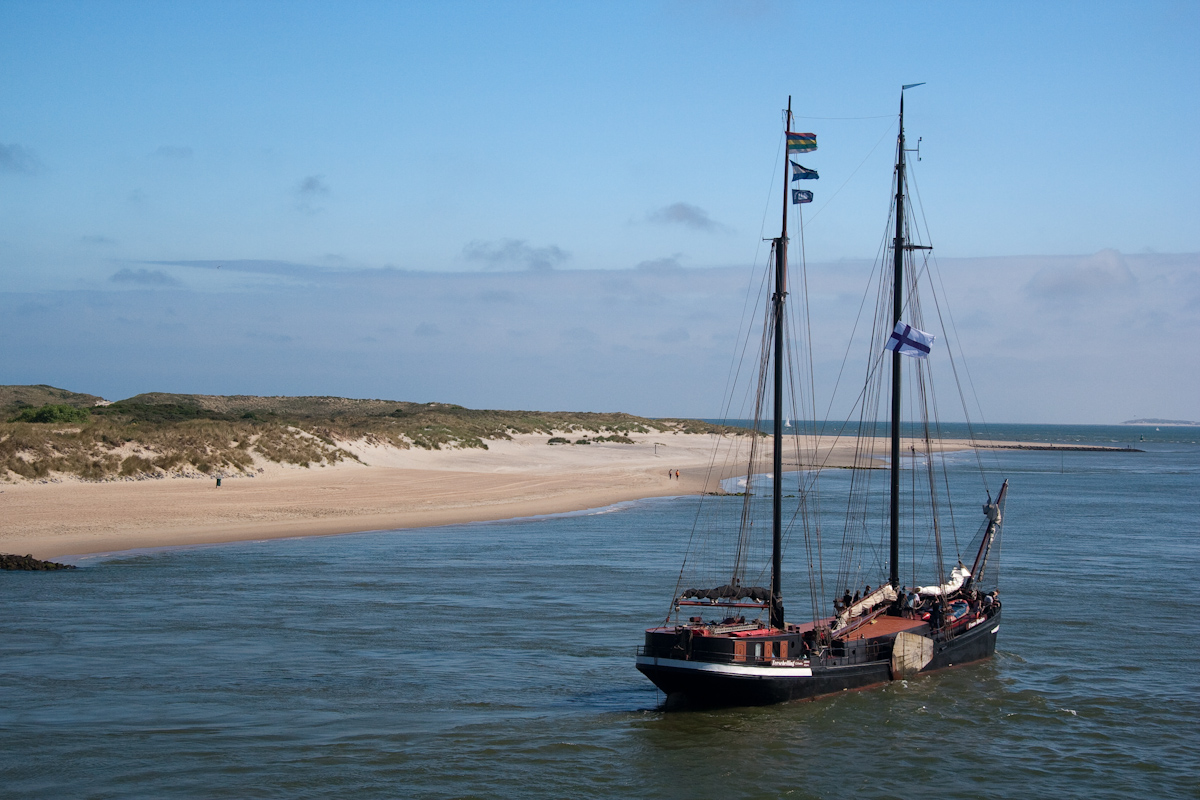
Парусна яхта біля берегів Вліланда

## Політика
Громада Вліланд керується муніципальною радою з дев'яти депутатів і бургомістром із двома олдерменами.
У каденції 2014–2018 років у муніципальній раді представлені одна національна партія та дві місцеві. Місця в раді між ними розподілені наступним чином:
| Партія                                 | 1998 | 2002 | 2006 | 2010 | 2014 |
| -------------------------------------- | ---- | ---- | ---- | ---- | ---- |
| Народна партія за свободу і демократію | 3    | 4    | 3    | 4    | 4    |
| Algemeen Belang Vlieland (місцева)     | 3    | 3    | 3    | 3    | 3    |
| GroenWit (місцева)                     | -    | -    | -    | -    | 2    |
| Партія праці                           | 3    | 2    | 3    | 2    | -    |
| Усього                                 | 9    | 9    | 9    | 9    | 9    |

Бургомістром острова є Тінеке Схоккер (Tineke Schokker), якій допомагають два олдермени.

## Економіка
Основною галуззю економіки на Вліланді є туризм. На острові діє близько 15 готелів, кілька сотень апартаментів та два кемпінги. Загальна довжина пляжів становить 20 км.

## Населення

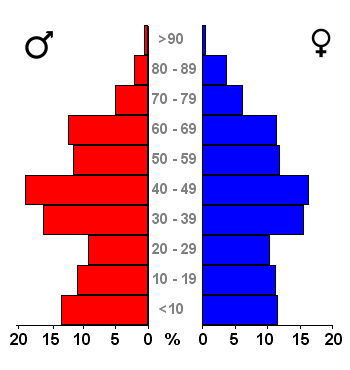
Розподіл населення за віком і статтю (2007)

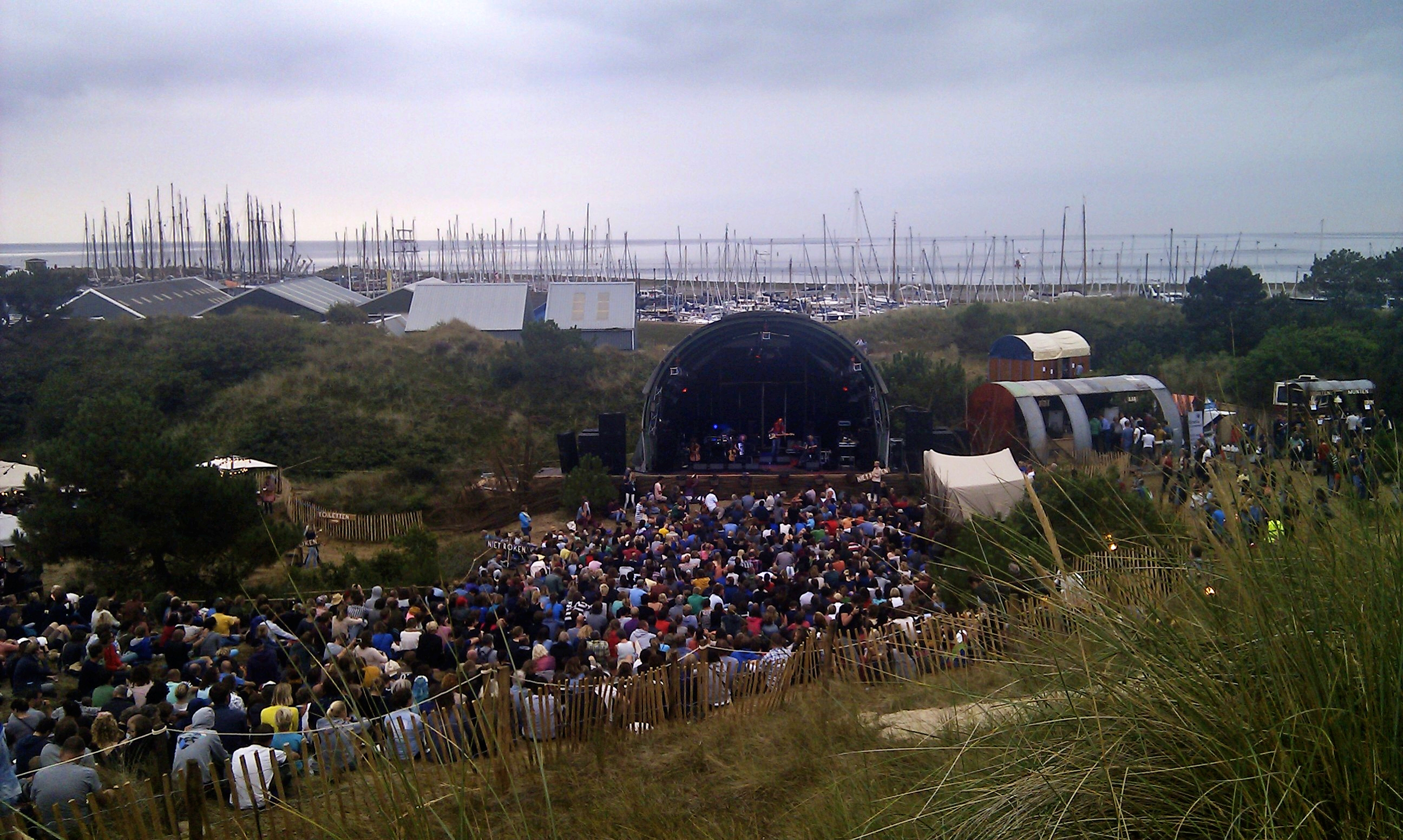
Фестиваль Into The Great Wide Open

Станом на 1 січня 2017 року в громаді мешкало 1 085 осіб, з них 533 чоловіка та 552 жінки. Населення Вліланда поступово скорочується і старішає.
За віковими групами населення розподілялося наступним чином:
- до 5 років — 31 особа;
- від 5 до 10 років — 42 особи;
- від 10 до 15 років — 64 особи;
- від 15 до 20 років — 46 осіб;
- від 20 до 25 років — 80 осіб;
- від 25 до 45 років — 247 осіб;
- від 45 до 65 років — 370 осіб;
- від 65 до 80 років — 160 осіб;
- старше 80 років — 45 осіб.

Частка осіб іноземного походження становила 10,69 % (116 осіб), що вдвічі менше за національний показник — 22,61 %. Серед іноземців було 96 осіб європейського походження та 20 — неєвропейського, що також відрізняється від загальнонаціональної ситуації, адже у Нідерландах частка осіб неєвропейського походження становить близько 56 %.

### Відомі мешканці
- Ян Слауергофф (1898—1936) — нідерландський поет і письменник. Страждаючи на астму, він часто проживав по кілька місяців на Вліланді, лікуючись морським повітрям.

## Культура
На Вліланді щороку проводяться два музичні фестивалі: Here Comes The Summer (наприкінці квітня) і Into The Great Wide Open (на початку вересня).

## Пам'ятки

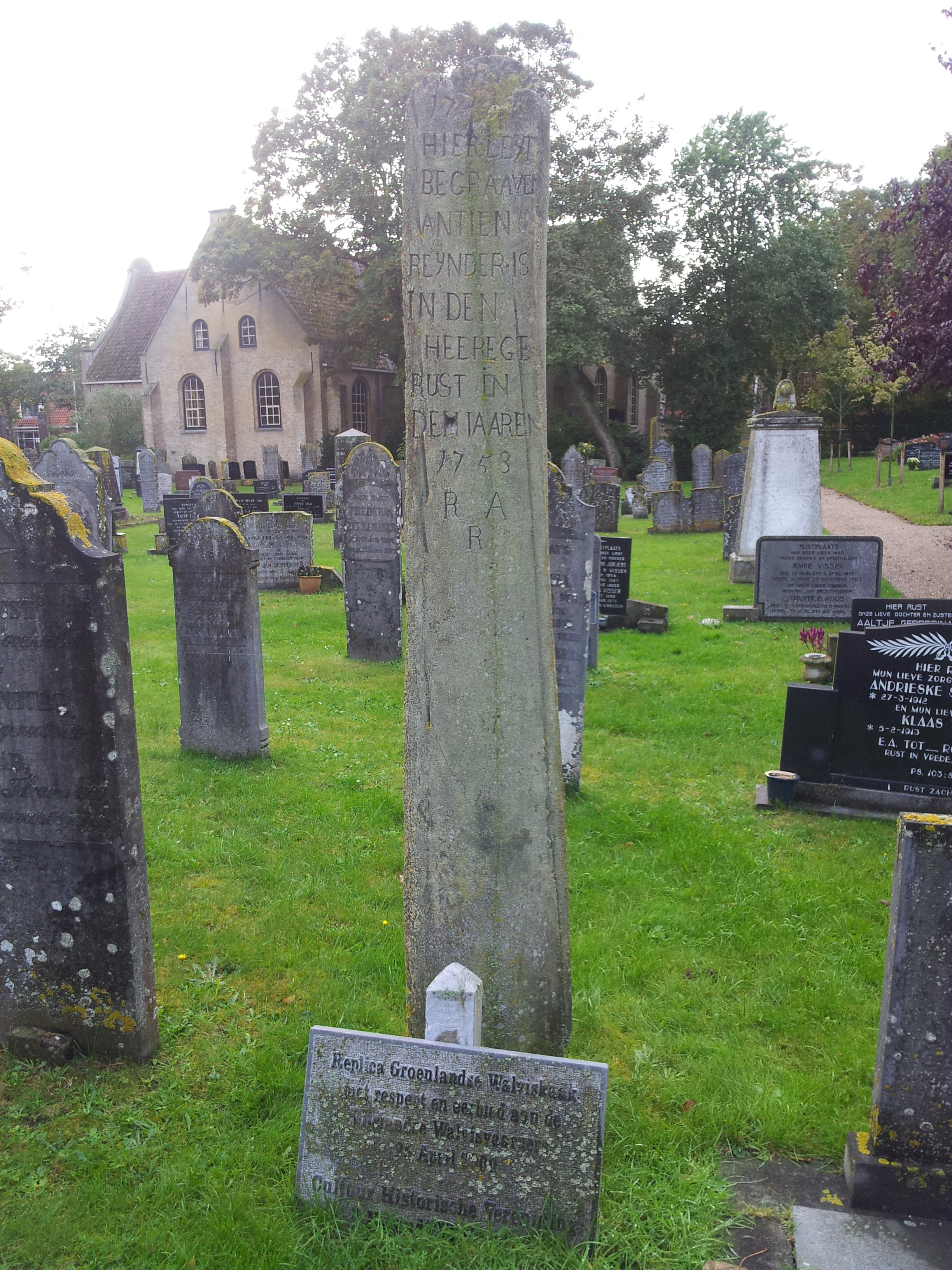
Репліка надгробка з китової щелепи

На Вліланді є 40 об'єктів, що мають статус національної пам'ятки. Більшість з них — житлові будинки XVII–XVIII століть.
Значна частина пам'яток розташована в Ост-Вліланді на головній вулиці — Dorpstraat. На початку вулиці можна побачити будівлю старої пошти, в якій з 1866 році діяв морський телеграф, перший на Західно-Фризьких островах. Далі по вулиці Dorpstraat, під № 99-А стоїть найстаріший будинок острова, «Будинок Тромпа» (нід. Tromp's huys) зведений у 1575 році та розширений на початку XVII століття. У 2007 році у будинку відкрився музей, експозиція якого присвячена історії острова та деяким видатним особам, пов'язаним з островом, зокрема, Віллему де Вламінгу, а також кораблю «Лютіне» — парусному кораблеві із грузом срібла і золота, який затонув біля берегів Вліланда і досі не знайдений.
Далі по вулиці, під № 148 стоїть будинок і дзвоном — це будівля старої ратуші, зведена трохи пізніше, ніж «Будинок Тромпа», у 1598 році, проте з матеріалу, взятого з колишнього, старішого будинку. Хвіртка старої ратуші прикрашена гербами Ост-Вліланда і Вест-Вліланда. Навпроти цього будинку розташована сучасна будівля новой ратуші.
За кілька кварталів позаду старої ратуші, на паралельній вулиці, розташована церква святого Миколая, зведена у 1605 році. У 1647 році до церкви добудували бокові вівтарі і вона набула хрестовидної форми. Особливістю церкви є її інтер'єр: через відсутність на острові дерев, більшість дерев'яних елементів інтер'єра зроблені із дерев'яних частин кораблей, які зазнали аварії біля острова. Ще однією цікавинкою церкви є старовинні надгробки, зроблені не з каменю, як звичайно, а з частин щелеп китів. У 1920 році останній з таких оригінальних надгробків задля їх збереження перенесли до приміщення церкви з церковного цвинтаря. У 1997 році надгробки реставрували. Один з таких надгробків перевезли до Лейдена, а на його місці, на цвинтарі, встановили репліку. Цвинтар, розташований на схід від церкви, є єдиним місцем поховання на Вліланді. Серед поховань XVII–XIX століття є і поховання вояків, що загинули у Першій і Другій світових войнах.
На захід від церкви стоїть колишній «Будинок для бідних» (нід. Armenhuis). Традиційні промисли мешканців острова (рибальство і китобійний промисел) були дуже небезпечними, тому на острові завжди було багато вдів і сиріт. Для допомоги цим людям і був у 1641 році зведений Будинок для бідних, який функціював за рахунок місцевих податків та спеціального податку, яким обкладали кораблі, що проходили повз острів. Будинок для бідних діяв до 1949 року, у XXI столітті у його приміщенні розташоване кафе, популярне місце для весільних церемоній.
Ще однією національною пам'яткою острова є маяк, розташований на захід Ост-Вліланда, на найвищій точці острова — дюні Vuurboetsduin. Маяк відкритий у 1909 році, до того часу він функціював у Еймейдені. Висота маяка становить 9,5 м, проте він розташований на високій дюні, тому ліхтар маяка розташовується на висоті близько 51 м над рівнем моря.

### Галерея

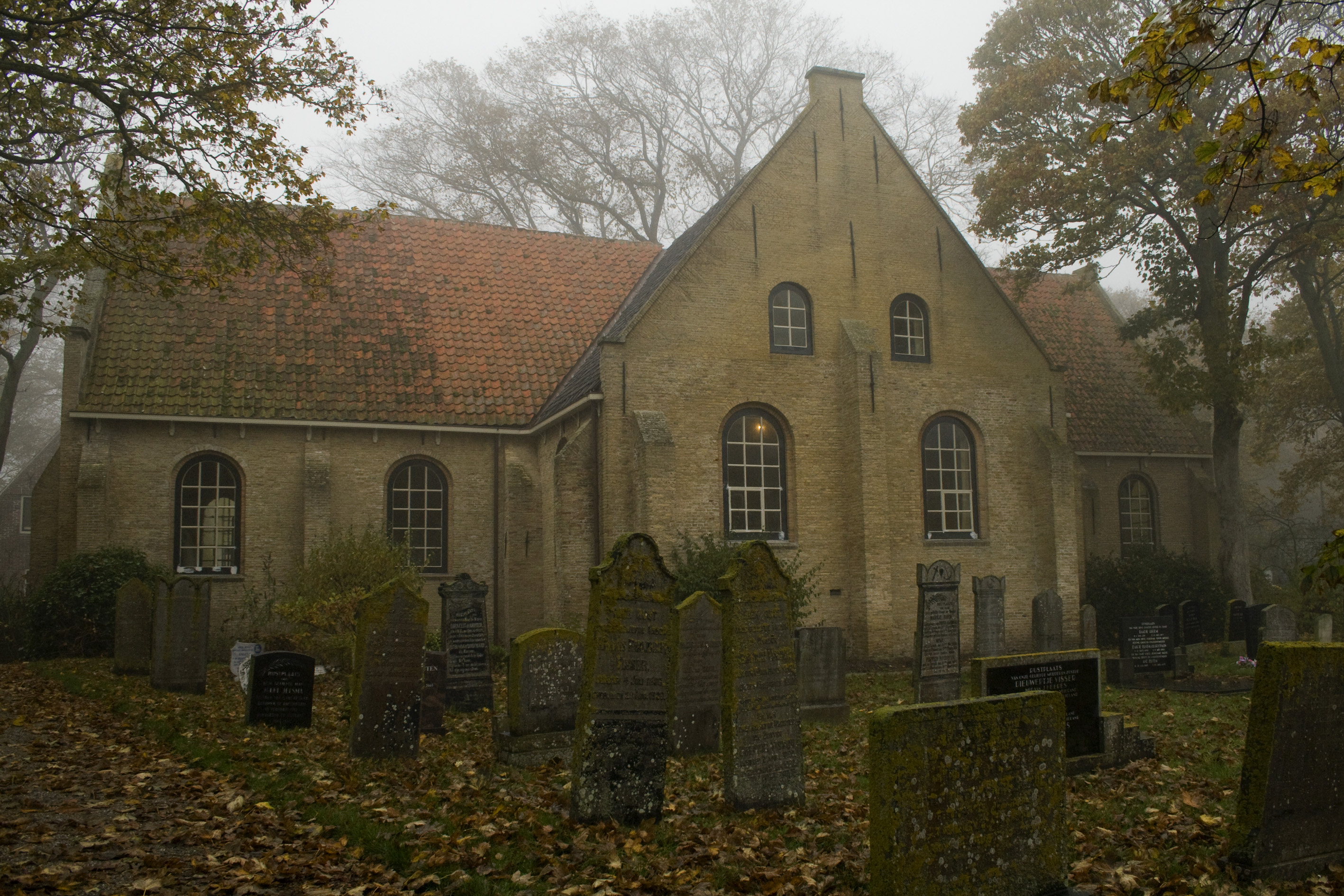
Церква святого Миколая на Вліланді
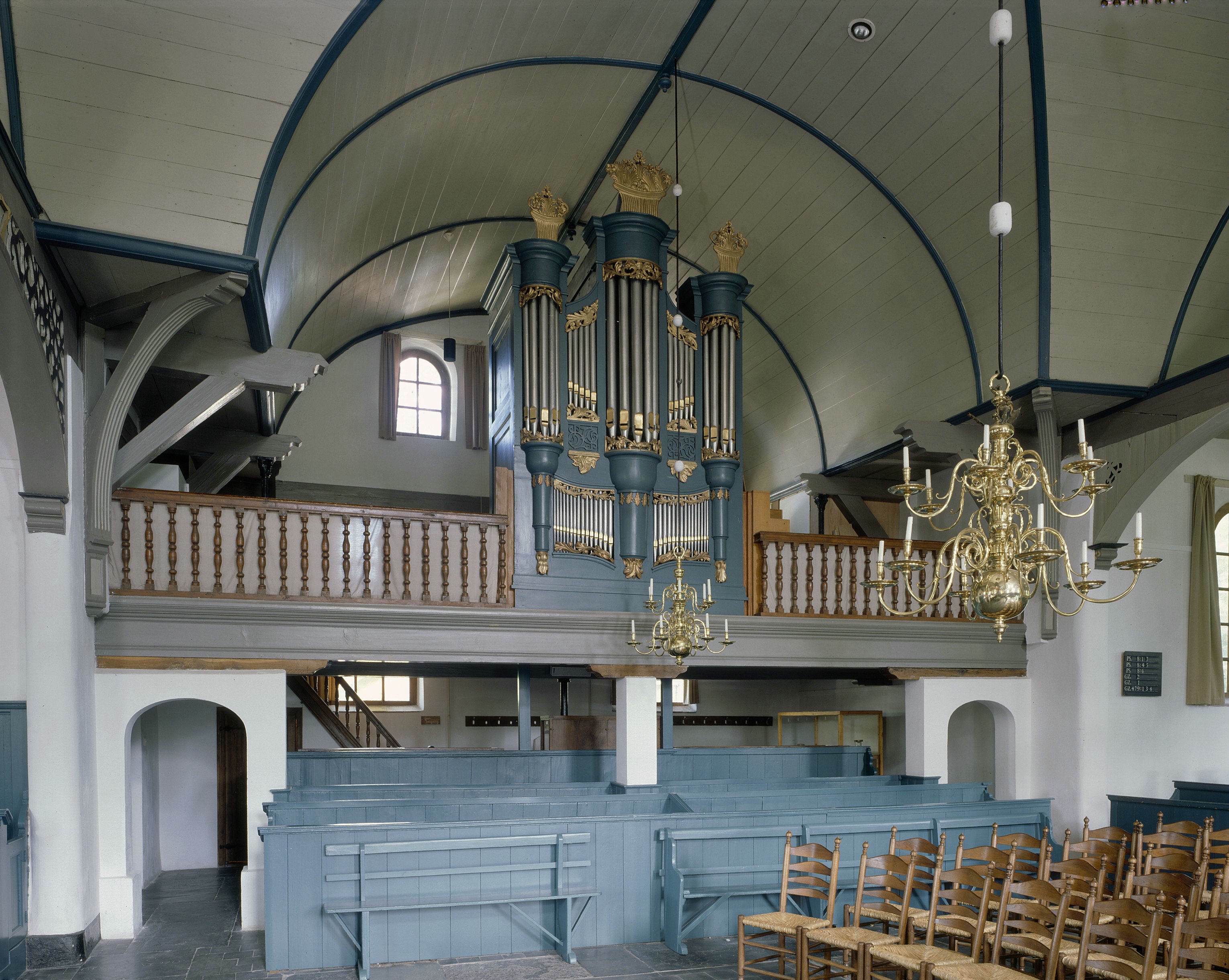
Інтер'єр церкви
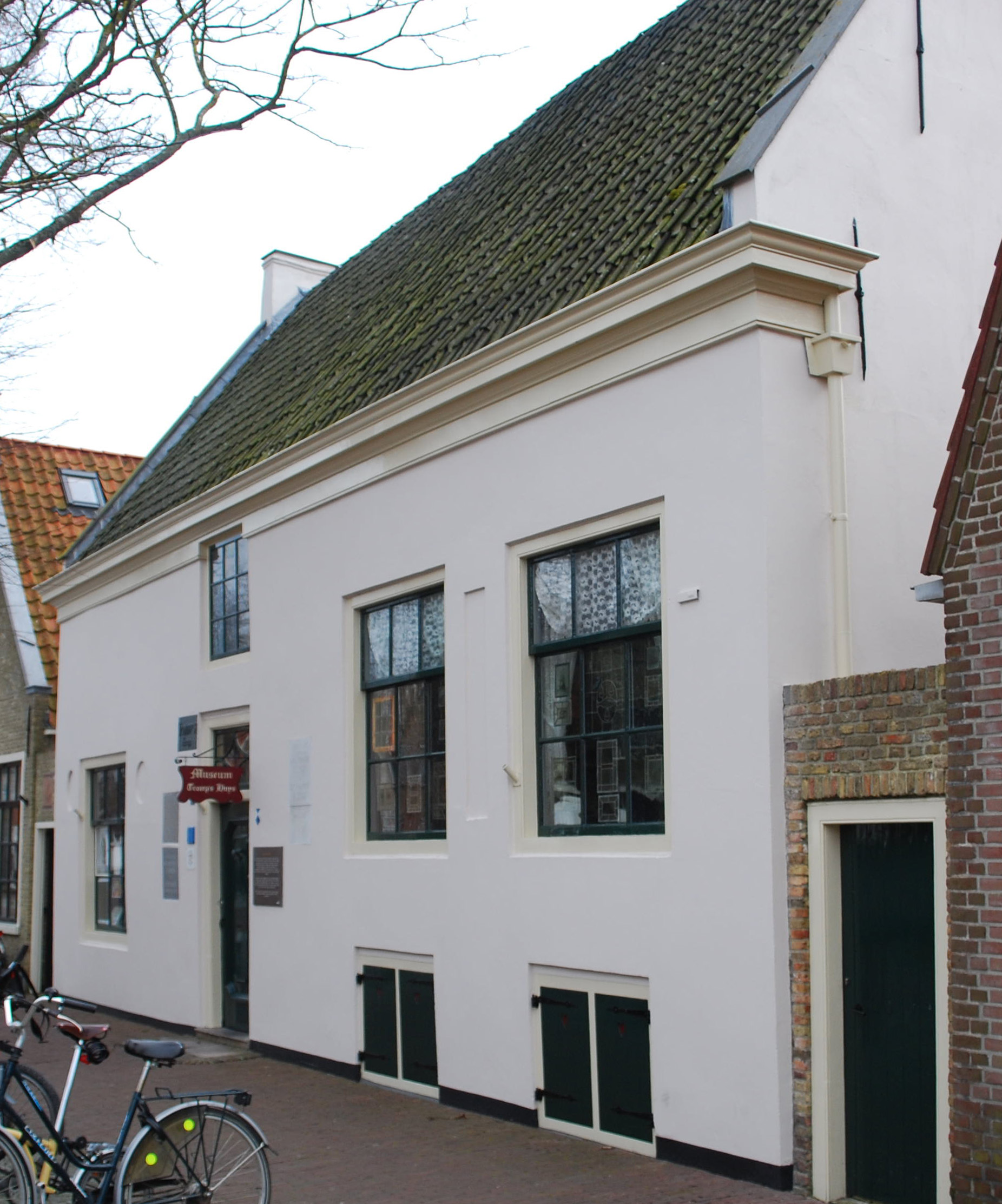
«Будинок Тромпа»
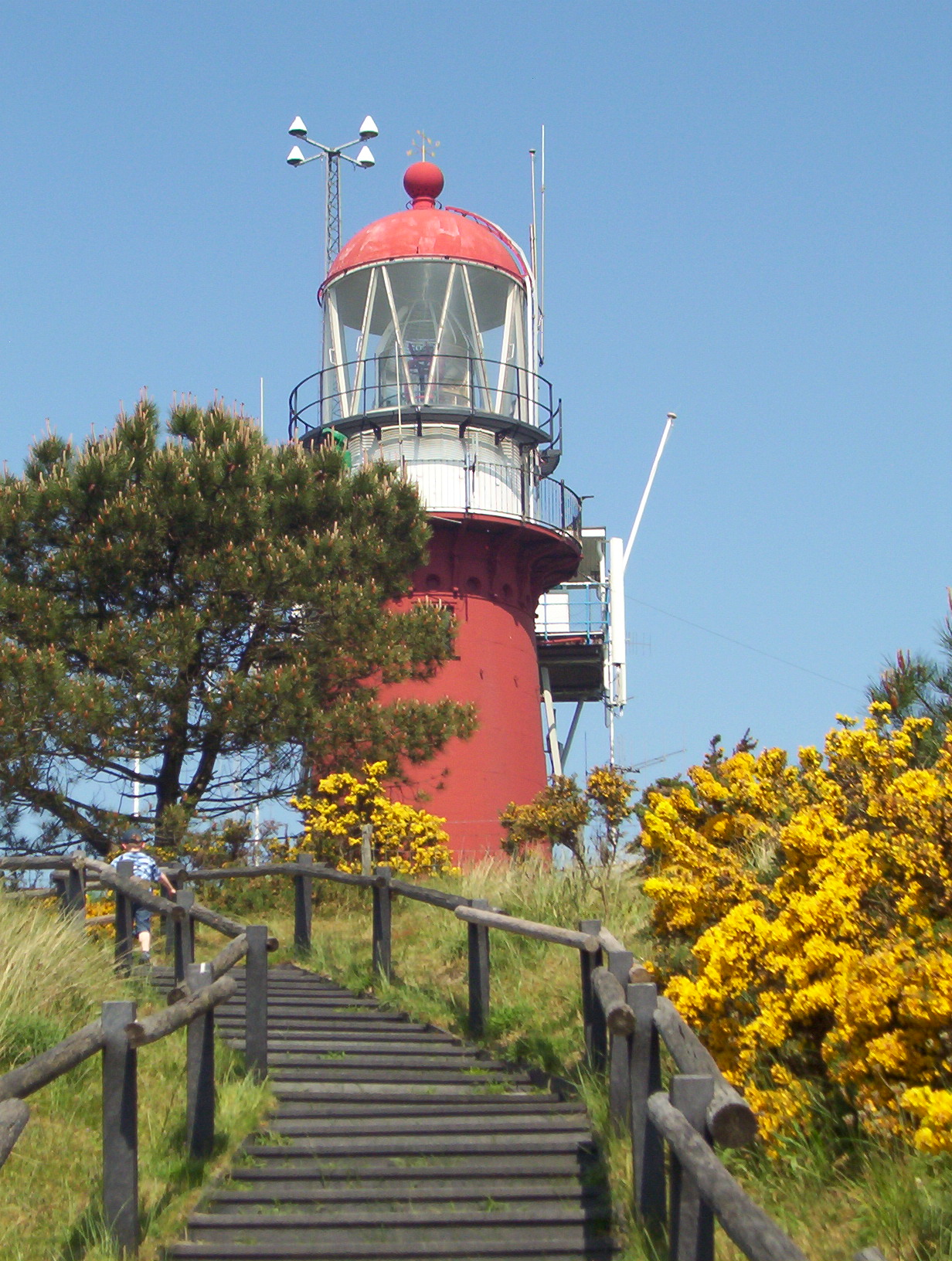
Вліландський маяк